# Rift est-africain
«  Grand Rift (Afrique) » redirige ici. Pour les autres significations, voir Grand Rift.
Pour les articles homonymes, voir Rift (homonymie).

Carte structurale simplifiée de l'Afrique de l'Est montrant les principaux volcans actifs, la dépression de l'Afar et la jonction triple entre la plaque arabique, la plaque africaine et la plaque somalienne.

Le rift est-africain (EAR, pour l'anglais East African Rift, parfois abrégé en REA ou SREA pour « Système du rift est-africain »), souvent appelé le Grand Rift, est une zone d'effondrement liée à l'amincissement de la lithosphère continentale. Il parcourt sur plus de 4 500 kilomètres la partie orientale de l'Afrique de l'Est, depuis le golfe de Tadjourah à son extrémité nord, où il se connecte aux deux rifts océaniques du golfe d'Aden et de la mer Rouge, jusqu'au lac Malawi au Mozambique. Il s'agit du système de rift continental le plus grand et le plus actif au monde. Le SREA commence à se développer vers le début du Miocène, il y a 22 à 25 millions d'années (Ma). Dans le passé, il était considéré comme faisant partie d'une grande vallée du Grand Rift qui s'étendrait jusqu'en Anatolie.
Le rift est-africain sépare la Corne de l'Afrique du reste du continent : la plaque africaine, à l'ouest, s'éloigne de la plaque somalienne, à l'est. Constitué d'une unique branche dans sa partie nord, il se divise au sud de l'Éthiopie en deux branches situées de part et d'autre de l'Ouganda. La branche occidentale, le rift Albertin, forme une dépression où la plupart des grands lacs africains se sont formés. La branche orientale, le rift de Gregory, traverse le Kenya et la Tanzanie à l'est du lac Victoria.
La vitesse d'éloignement entre les deux plaques situées de part et d'autre du rift est de 6 à 7 mm par an. La rupture lithosphérique devrait se produire dans 10 Ma, ce qui provoquera le détachement du bloc continental est-africain et la formation d'un nouveau bassin océanique.

## Structuration du système de rift

### Extension générale

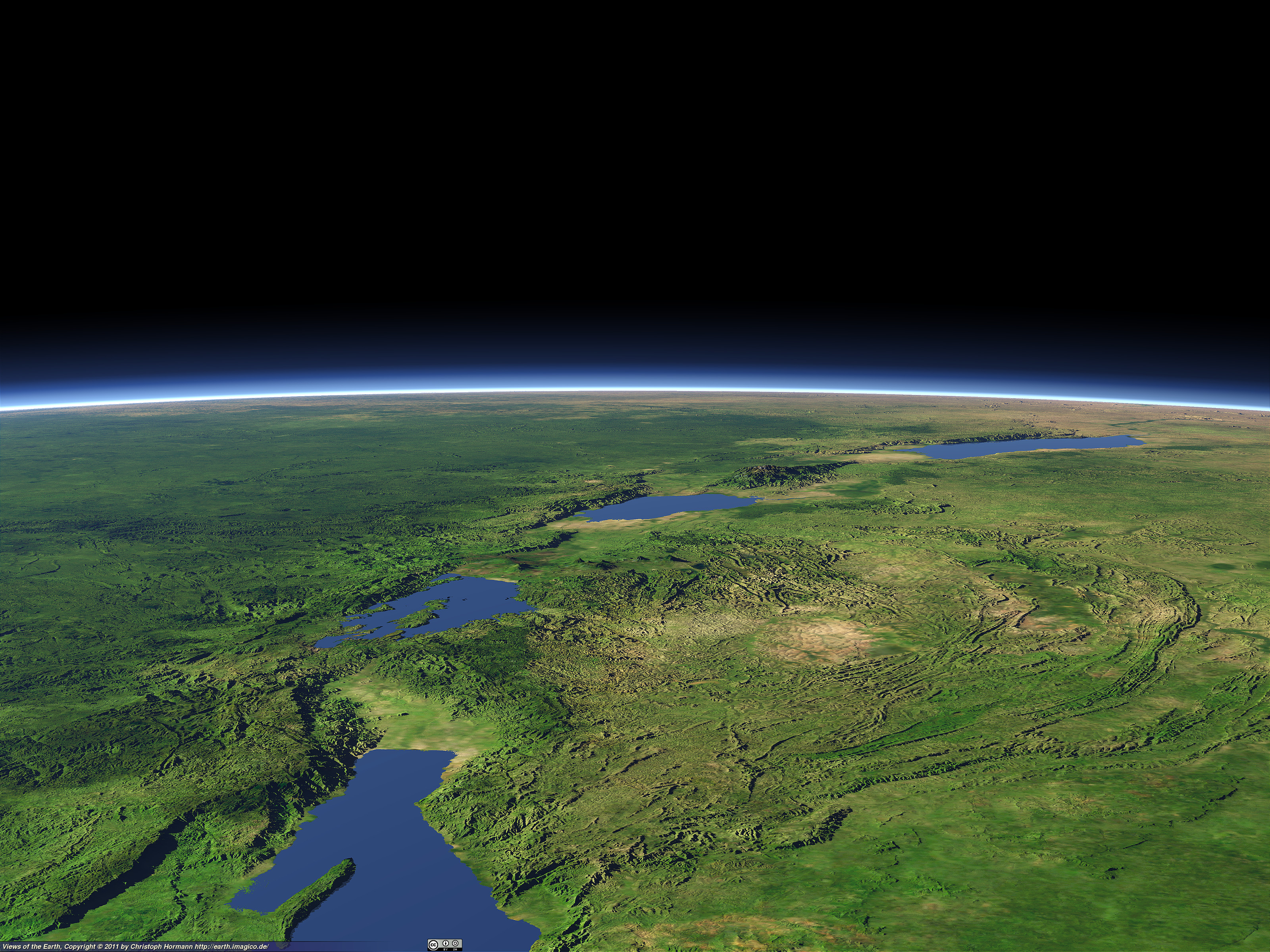
Rendu numérique du rift Albertin, qui forme la branche occidentale du rift est-africain. Les sites visibles comprennent (de l'arrière-plan au premier plan) : le lac Albert, les monts Rwenzori, le lac Édouard, les montagnes des Virunga, le lac Kivu et la partie nord du lac Tanganyika.

Le système de rift est-africain s'étend sur plus de 4 500 kilomètres. L'EAR s'étend de la jonction triple de l'Afar jusque dans la dépression de l'Afar de l'Éthiopie à travers l'Afrique de l'Est, se terminant au Mozambique. L'EAR traverse l'Éthiopie, le Kenya, la république démocratique du Congo, l'Ouganda, le Rwanda, le Burundi, la Zambie, la Tanzanie, le Malawi, le Mozambique et se poursuit au large des côtes du Mozambique le long des grabens Kerimba et Lacerda, rejoints par la Davie Ridge (2 200 km), zone de fracture qui traverse le bassin ouest de la Somalie, à cheval sur la frontière entre la Tanzanie et le Mozambique. Le Davie Ridge varie entre 30 et 120 km de large, avec un escarpement orienté vers l'ouest (arc plongeant vers l'est) sur la moitié sud de sa longueur, qui s'élève à 2 300 m. Son extension est concomitante avec l'EAR.
Il se compose de deux branches principales : la branche orientale, le rift de Gregory, et la branche occidentale, le rift Albertin. Ces branches sont subdivisées en segments de rift, eux-mêmes subdivisés en ensembles plus petits : les bassins de rift. Les segments et les bassins de rift sont jalonnés de grands volcans, dont certains sont situés le long de l'axe du rift, et de nombreux lacs de allongés de quelques kilomètres à plusieurs centaines de kilomètres de long.

### Branche orientale
Le rift de Gregory comprend le principal rift éthiopien et s'étend vers l'est à partir de la jonction triple de l'Afar, qui se poursuit vers la vallée du rift kényan

### Branche occidentale

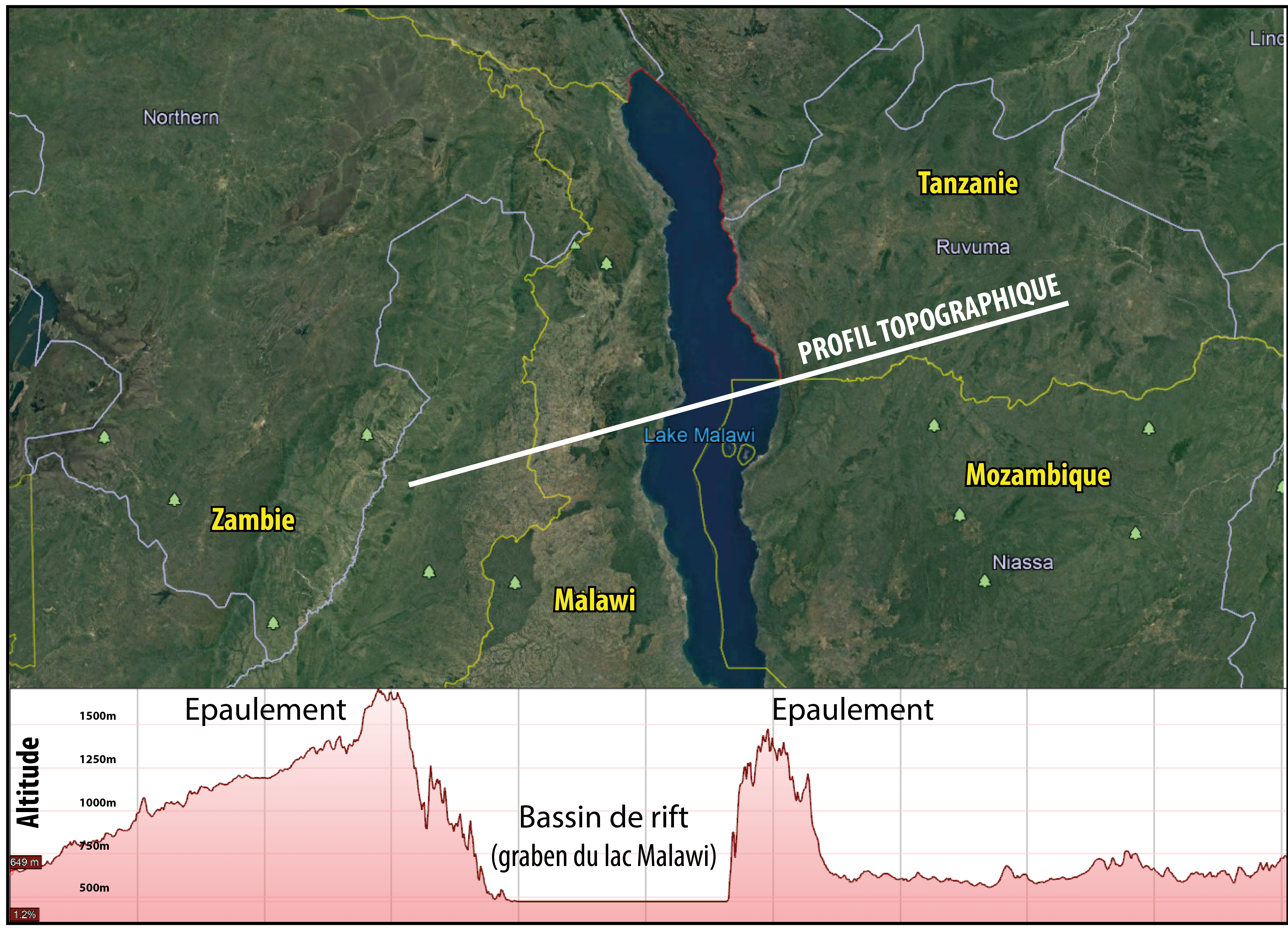
Profil topographique des épaulements du rift au niveau du lac Malawi.

La branche occidentale comprend le rift Albertin et plus au sud la vallée du lac Malawi.

## Théories sur l'évolution géologique
Au fil du temps, de nombreuses théories tentent d'expliquer l'évolution du rift est-africain. En 1972, il est proposé que l'EAR n'est pas le résultat de l'activité tectonique, mais plutôt la conséquence de différences de densité crustale. Depuis les années 1990, des preuves sont apportées en faveur de panaches du manteau sous l'EAR. D'autres proposent que le superpanache africain provoquerait une déformation du manteau,,.
Le point de vue le plus récent et le plus admis est la théorie avancée en 2009 : le magmatisme et la tectonique des plaques ont une rétroaction mutuelle, compensée par des conditions de rifting oblique.

### Géochimie isotopique
Les signatures géochimiques variables d'une suite de laves éthiopiennes suggèrent plusieurs sources de panaches mantelliques : une source provenant du manteau profond et une provenant de la lithosphère sous-continentale. Une étude de Halldórsson en 2014, comparant la signature géochimique des isotopes de terres rares dans des xénolithes et des échantillons de lave collectés dans l'EAR corrobore la coexistence d'un superpanache « commun à l'ensemble du rift » avec une autre source de matériel mantellique, soit de type sous-continental, soit de type dorsale médio-océanique.

### Tomographie sismique
La méthode géophysique de tomographie sismique est un outil approprié pour étudier les structures internes de la Terre situées plus profondément que la croûte terrestre. Il s'agit d'une technique à problème inverse qui modélise les vitesses de la Terre intérieure qui reproduisent les données sismographiques enregistrées dans le monde entier. Des améliorations récentes des modèles tomographiques de la Terre des vitesses des ondes P et S suggèrent qu'un superpanache remontant depuis le manteau inférieur au nord-est de l'EAR alimente des panaches de plus petite échelle situés dans le manteau supérieur,.

### Modélisation géodynamique
(juin 2024).
Le contenu est difficilement compréhensible vu les erreurs de traduction, qui sont peut-être dues à l'utilisation d'un logiciel de traduction automatique.
Parallèlement aux mesures géologiques et géophysiques (par exemple celles des rapports isotopiques et des vitesses sismiques), il est intéressant de tester des hypothèses sur des modèles géodynamiques numériques. Un modèle géodynamique numérique 3D du couplage panache-croûte était capable de reproduire l'asymétrie latérale de l'EAR autour du craton de Tanzanie. La modélisation numérique de la fracture continentale induite par le panache montre deux phases distinctes : le rifting crustal suivi d'une rupture lithosphérique et la remontée d'un panache du manteau supérieur entre ces deux phases.

## Évolution géologique
Avant le rifting, d'énormes épanchements basaltiques se produisent à la surface, accompagnés du soulèvement des plateaux éthiopien, somalien et est-africain. La première phase de rifting se produit au cours de l'Oligo-Miocène (entre 30 et 15 millions d'années) et se caractérise par une extension tectonique le long de la zone de rift. Il ne s'agit pas d'un processus continu et les épisodes d'extension sont régulièrement entrecoupés par des épisodes de relative inactivité tectonique. Le rift s'est probablement développé le long d'une ancienne zone de faiblesse lithosphérique du Précambrien. La dépression formée par le rift est le siège d'une importante activité volcanique diffuse sur l'ensemble du système et de ses alentours. La deuxième phase du rifting voit la fin de l'activité des grandes failles bordières du rift et l'accommodation de la déformation extensive par le développement d'un réseau dense  de petites failles normales au cœur de la zone de rift.

## Pétrologie
La croûte continentale africaine a généralement un faible gradient géothermique et une forte rhéologie. De nombreux cratons sont traversés ou bordés par le rift est-africain, comme le craton de Tanzanie ou celui du Kaapvaal. Ils sont caractérisés par des ceintures de roches vertes, des tonalites et d'autres lithologies métamorphiques. Les cratons possèdent d'importantes ressources minérales, avec d'importants gisements d'or, d'antimoine, de fer, de chrome et de nickel.
La composition des roches volcaniques du rift est un continuum de roches ultra-alcalines à tholéiitiques et felsiques. La diversité des compositions pourrait être expliquée par différentes zones sources dans le manteau terrestre. L'EAR traverse également d'anciennes formations de roches sédimentaires déposées dans d'anciens bassins.

## Volcanisme et sismicité
La zone de rift est-africain comprend des volcans actifs et dormants, parmi lesquels le Kilimandjaro, le mont Kenya, le mont Longonot, le cratère Menengai, le mont Karisimbi, le Nyiragongo, le mont Méru et le mont Elgon, ainsi que les hauts plateaux du cratère en Tanzanie. Bien que la plupart de ces édifices se trouvent en dehors de la vallée du Rift, elles sont une conséquence de l'EAR.
Rien qu'en Éthiopie, environ cinquante structures volcaniques ont manifesté une activité depuis le début de l'Holocène. Ces volcans incluent Erta Ale, DallaFilla et Ol Doinyo Lengaï. Le premier est un volcan bouclier basaltique continuellement actif situé dans la région Afar dans le Nord-Est de l'Éthiopie. L'éruption de 2008 du DallaFilla fut la plus grande éruption volcanique d’Éthiopie connue de l'histoire. Le volcan Ol Doinyo Lengai est actuellement le seul volcan de natrocarbonatite actif au monde. Le magma ne contient presque pas de silice, ce qui lui confère une très faible viscosité.
L'EAR est le plus grand système de rift sismiquement actif sur Terre. La majorité des séismes se produisent près de la dépression de l'Afar. Les plus puissants se déclenchent généralement le long ou à proximité des principales failles bordières du rift. Les événements sismiques du siècle dernier[Lequel ?] ont atteint une magnitude de moment maximale estimée à 7,0. La profondeur des foyers des séismes situés sous l'axe du rift va 12 à 15 km, tandis que ceux situés à l'écart de cet axe ont une profondeur pouvant atteindre plus de 30 km. Les mécanismes au foyer de ces séismes montrent généralement une cinématique normale dextre en direction du nord-est, bien que des mouvements senestre soient également observés.

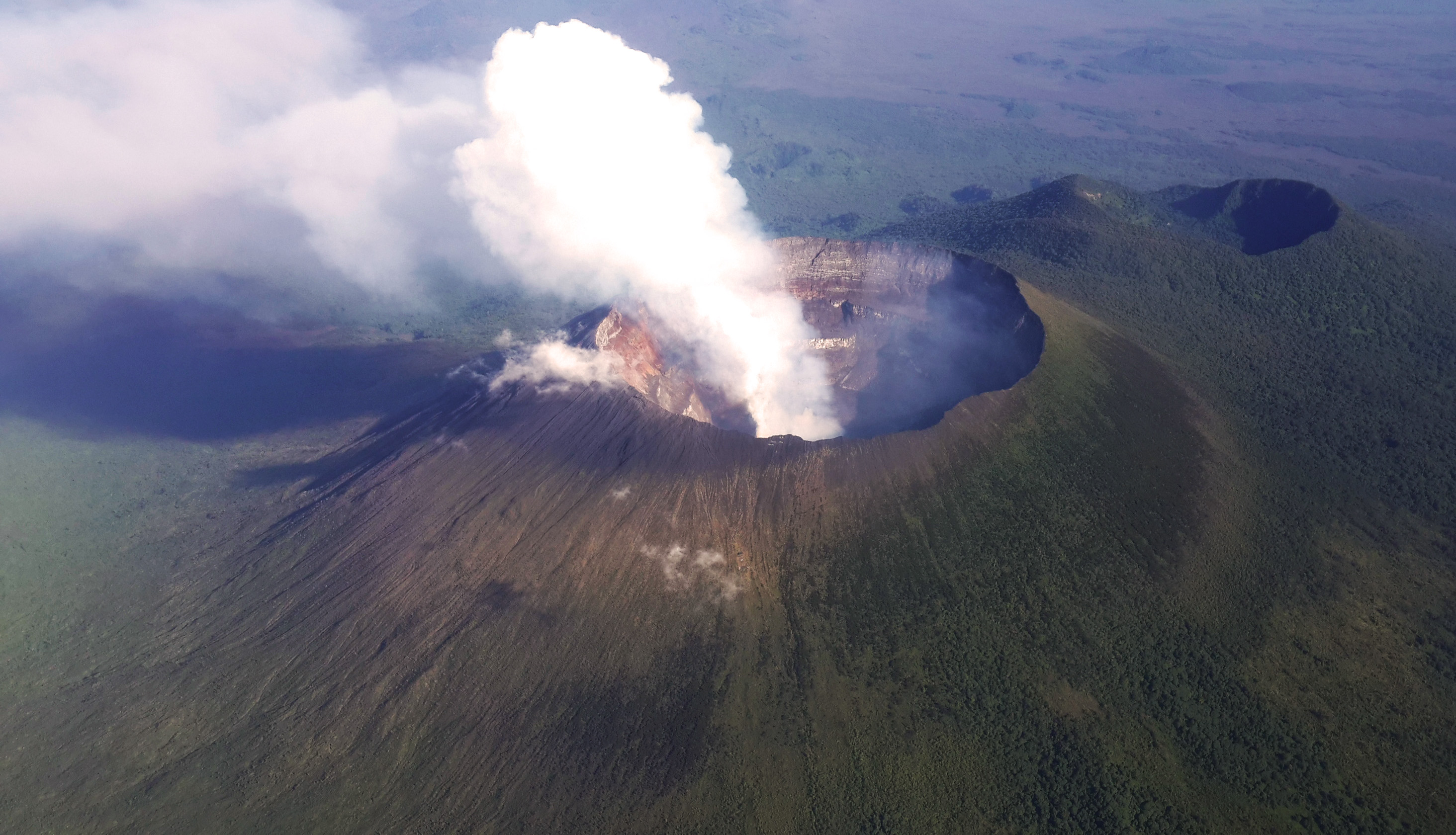
Le volcan Nyiragongo en 2014.
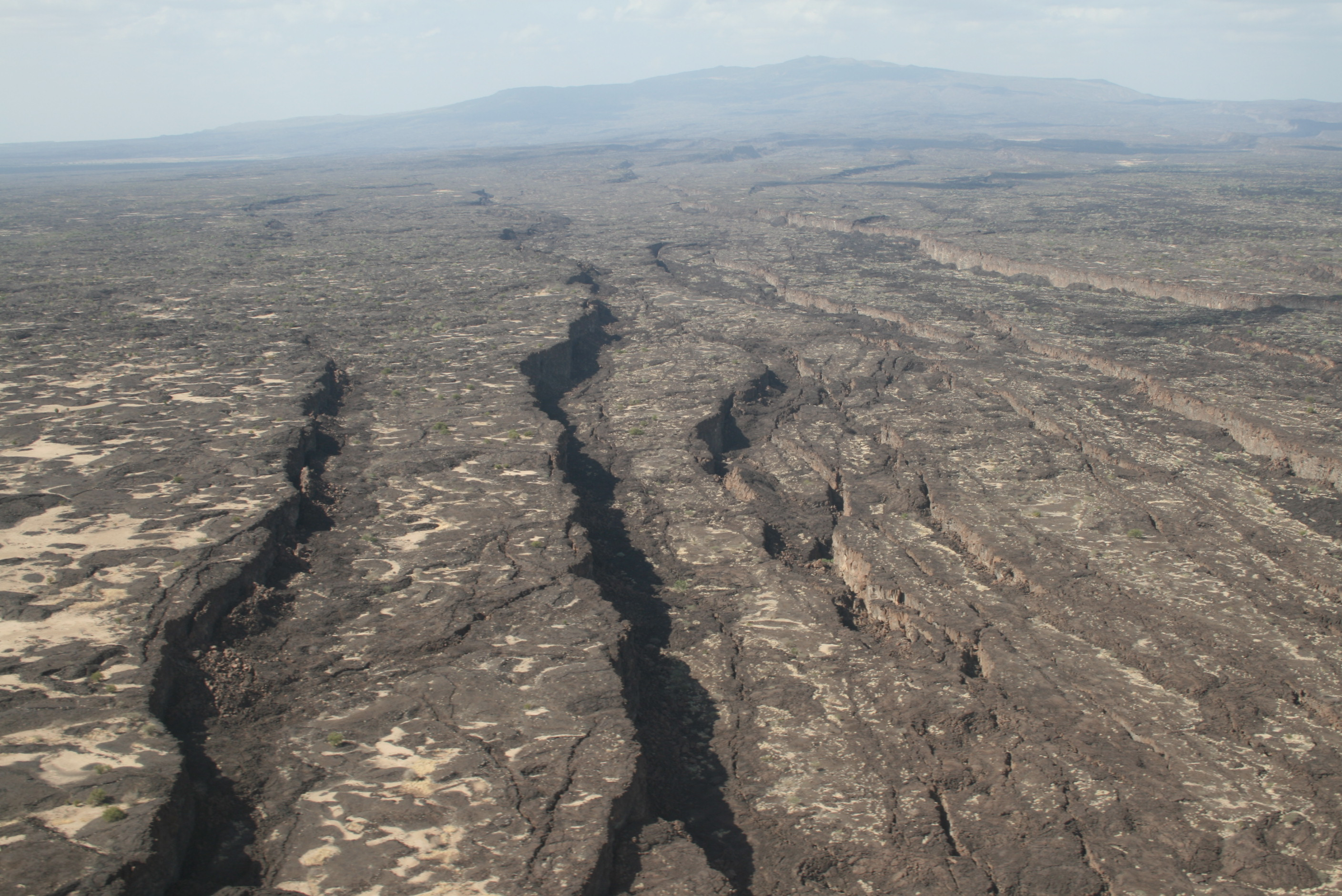
Volcan Dabbahu (en arrière-plan) et rift de Manda Hararo (au premier plan) en 2008.
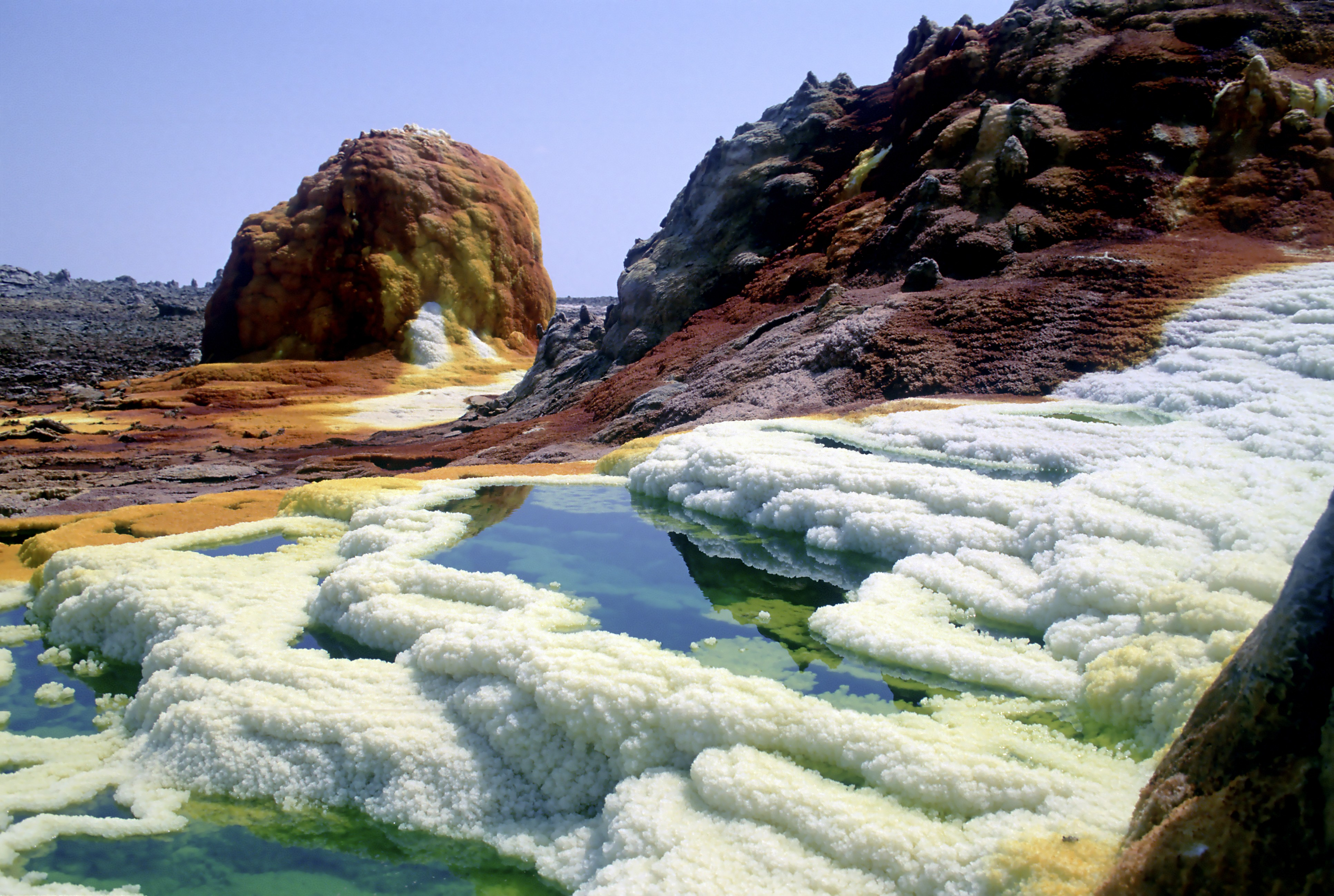
Le volcan Dallol.
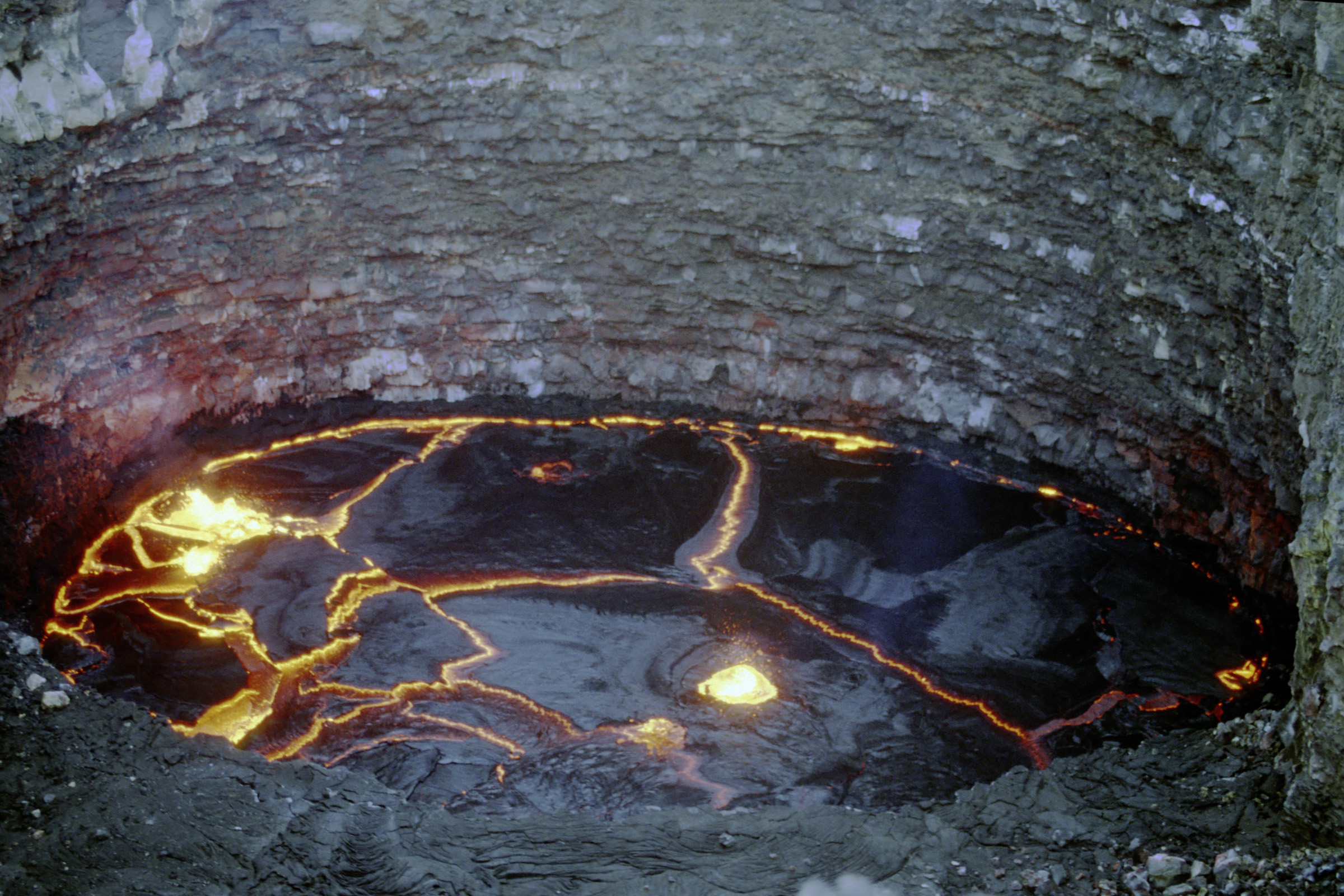
L'Erta Ale.
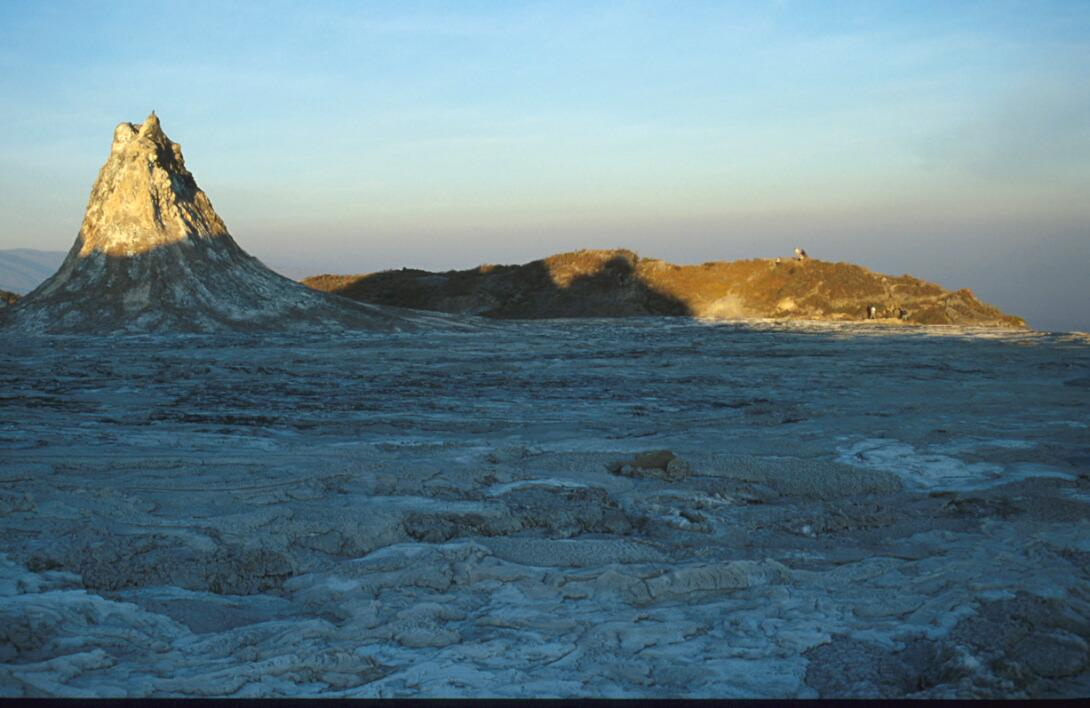
L'Ol Doinyo Lengaï.
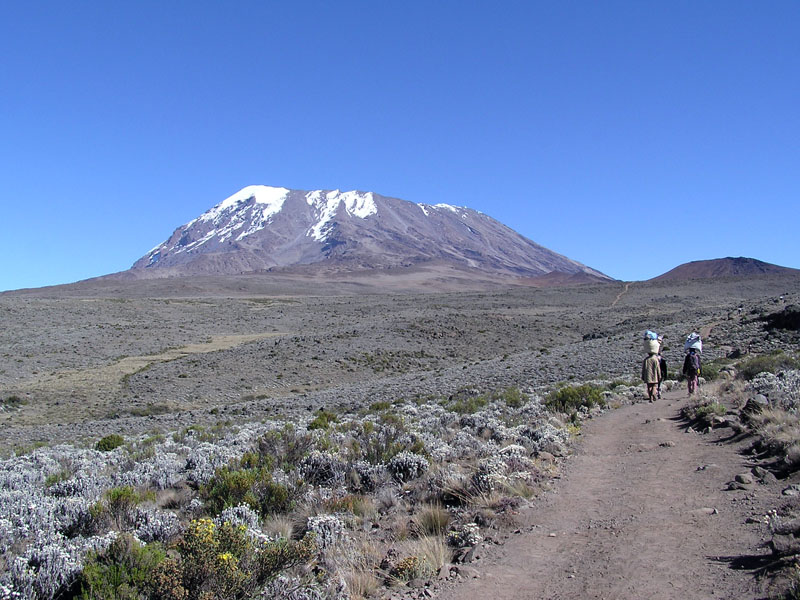
Le Kilimandjaro.
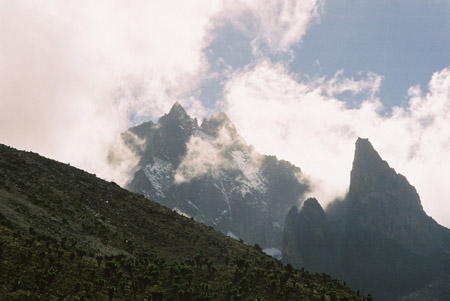
Le mont Kenya.
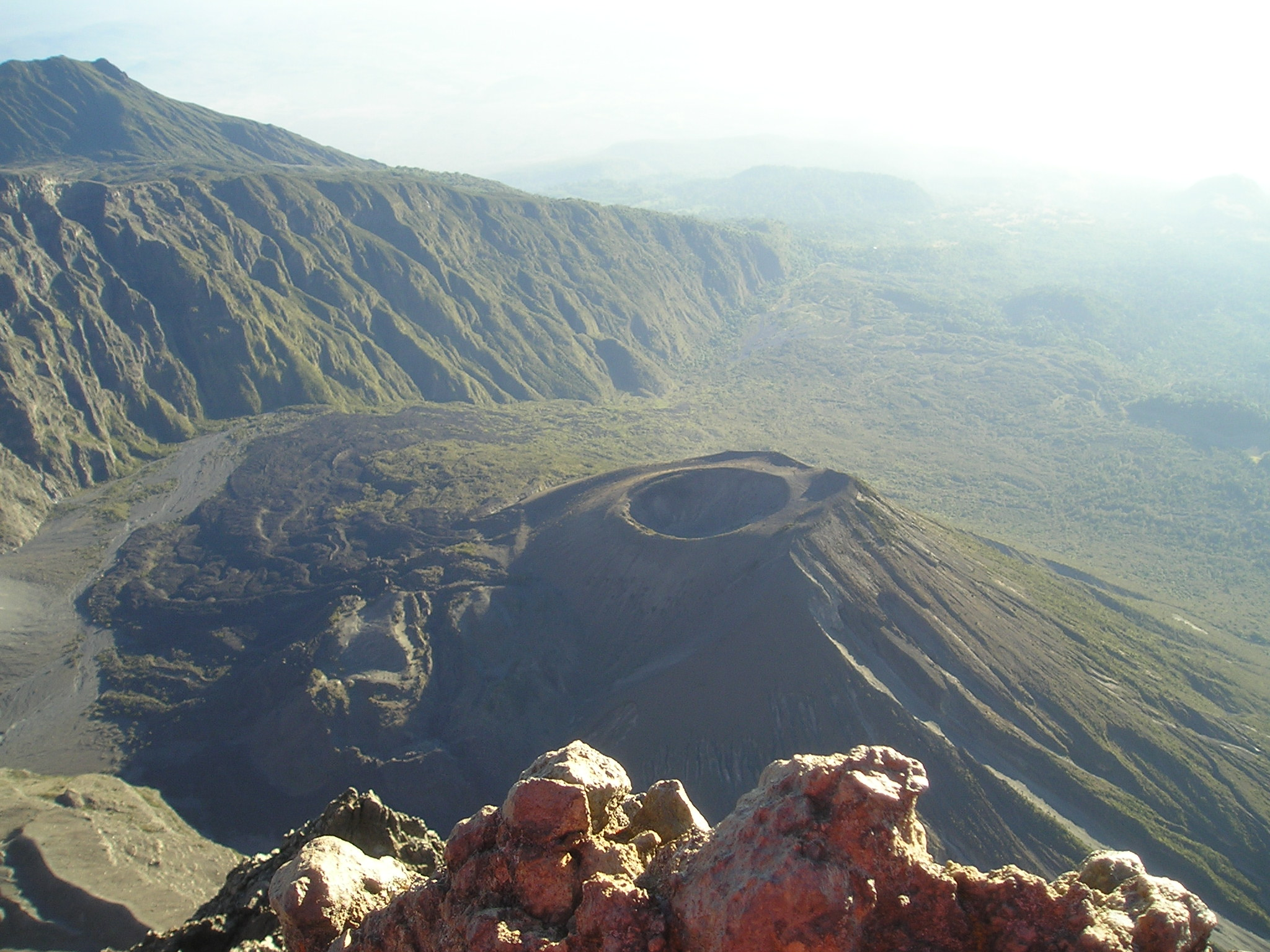
Le mont Méru.
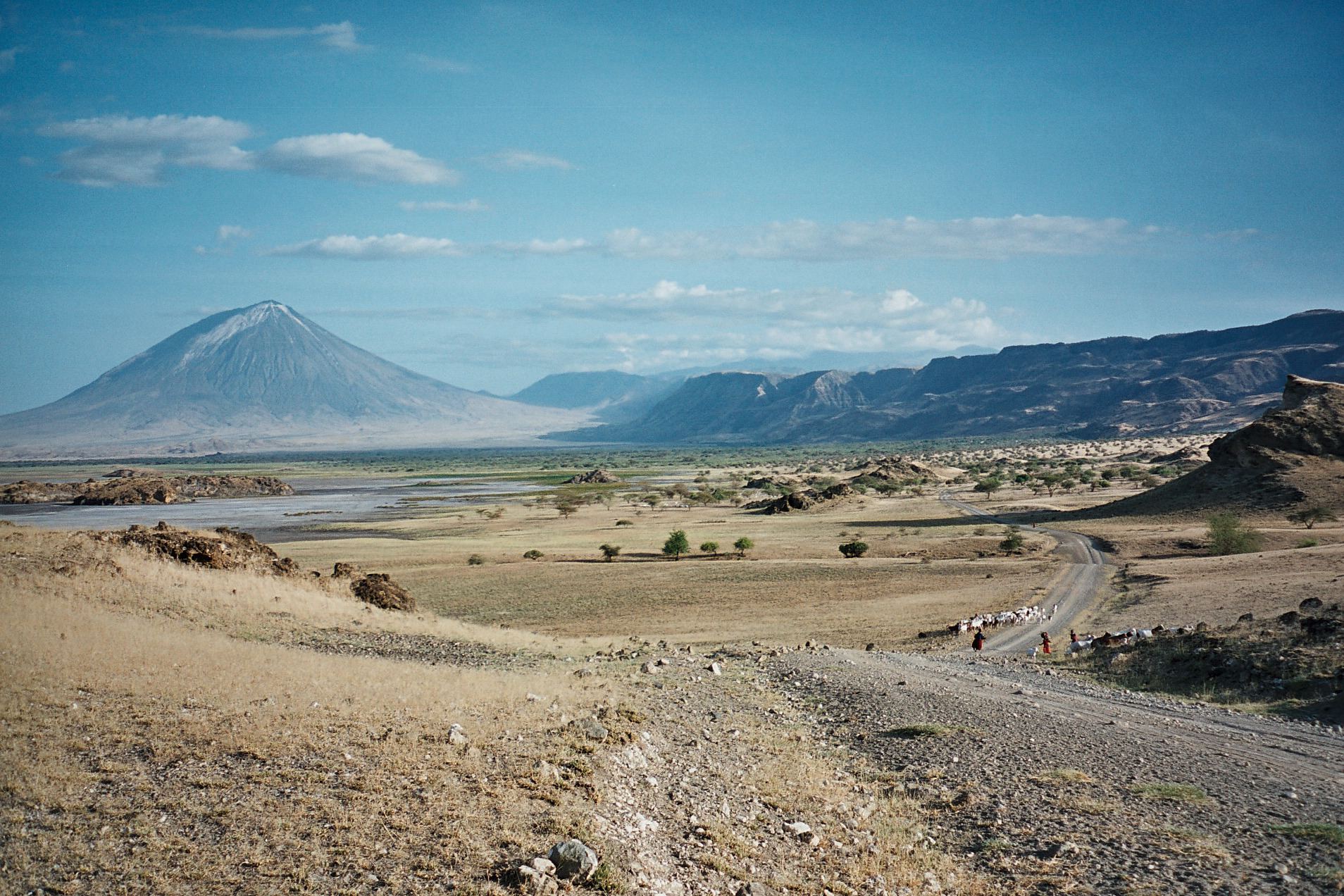
L'intérieur du rift et ses escarpements - rive occidentale du lac Natron.
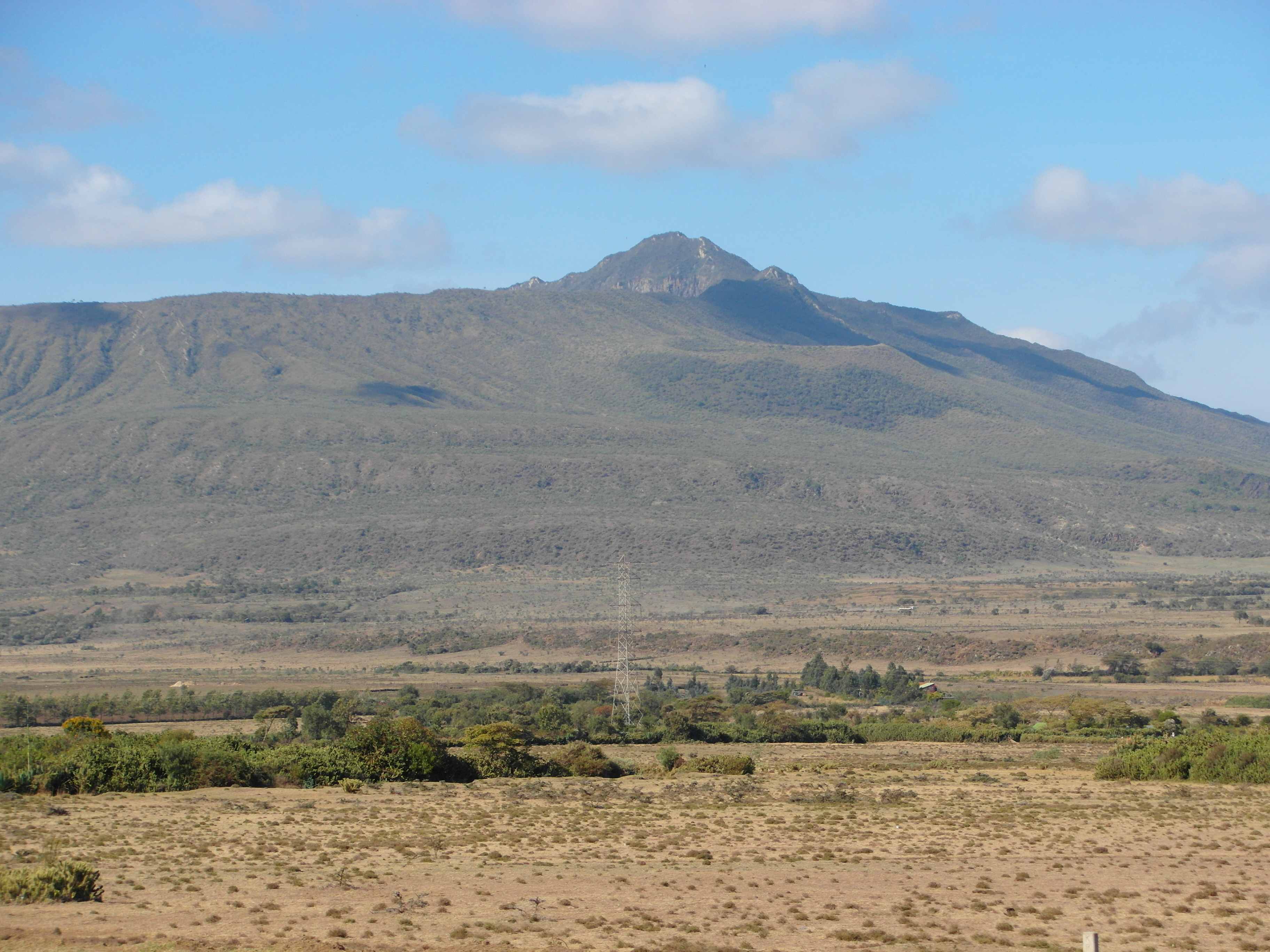
Le mont Longonot.

## Évènements géologiques récents
Le 14 septembre 2005, des géophysiciens d'Addis-Abeba enregistrent une série de séismes de faible à moyenne intensité, concentrés dans la région du volcan Dabbahu, haut de 1 442 mètres, dans l'est de la dépression de l'Afar. Cette sismicité fut associée, durant plusieurs semaines, à un épisode magmatique dû à la mise en place d'un important dyke, écartant et soulevant les épaulements de la faille de Manda Hararo, ce qui provoqua une subsidence tectonique et thermique à l'origine d'une fissure longue d'environ 65 km. Ce méga-dyke s'est ouvert en moyenne de quatre à cinq mètres sur une profondeur variant entre deux et douze kilomètres, ce qui représentait un volume de 1,5 à 2 km3 de magma basaltique.
Cette activité laisse certains entrevoir la formation (à très long terme) d'un sixième océan, mais cette hypothèse ne fait pas consensus,.